# 十洲三島
十洲三島是中國古代神話中神仙居住的地方。有關的傳說約起源於戰國時代，後來這個說法為道教所沿用。

## 三島
「三島」，在較早期的文獻中稱作「三神山」，通常指傳說中蓬萊（蓬丘）、方丈和瀛洲三個位處「勃海」（約相當於今天渤海）中，神仙居住的島嶼:32。
根據西漢司馬遷《史記》卷二十八〈封禪書〉的記載，戰國時代齊威王、齊宣王和燕昭王均曾「使人入海求蓬萊、方丈、瀛洲。此三神山者，其傅在勃海中，去人不遠」，相傳島上有「仙人及不死之藥」，同書卷六〈秦始皇本紀〉亦記載方士徐福曾向秦始皇提及「海中有三神山，名曰蓬萊、方丈、瀛洲，仙人居之」。
然而，不同文獻中「三島」的名稱並不一致，其他傳說中位處「勃海」的仙島亦會被合稱為「三島」。在東漢班固在〈西都賦〉中便謂「濫瀛洲與方壺，蓬萊起乎中央」，以瀛州、方壺、蓬萊並列；又有說法指「三島」為蓬丘、方丈和昆侖。
西汉武帝是第一个把「三神山」实物化的君主。时建章宫北建太液池，池中起「三神山」。这种一池三山“凝固神话意义的造园方法成为皇家园林的建构模式，为历代统治者所采用”。刘宋时，宋文帝在今玄武湖中建「三神山」:32。

## 十洲
關於「十洲」的資料絕大多數源自相傳由西漢東方朔撰寫的《十洲記》。《十洲記》一卷，又名《海內十洲記》、《十洲三島記》，全文以東方朔的口吻，描述「八方巨海之中」的「人跡所稀絶處」，有十個神仙居住、長滿「神芝仙草」等仙藥的島嶼，是渴望成為神仙者夢寐以求的地方。這十個仙島依次為：
- 祖洲（位於「東海」）特色：不死之草。
- 瀛洲（位於「東海」）特色：神芝仙草、玉石醴泉。
- 玄洲（位於「北海」）特色：金芝玉草。
- 炎洲（位於「南海」）特色：风生兽、火光兽。
- 長洲（位於「南海」）特色：天真仙女游于此地。
- 元洲（位於「北海」）特色：五芝、玄涧。
- 流洲（位於「西海」）特色：昆吾石。
- 生洲（位於「東海」）特色：天气无寒暑，芝草常生地。
- 鳯麟洲（位於「西海」）特色：麒麟、凤凰。
- 聚窟洲（位於「西海」）特色：返魂香、猛兽。

《十洲記》接下來又記載了五個仙島，依次為：
- 滄海（位於「北海」）：岛中有紫石宫室，九老仙都君所治。水皆苍色，故名沧海。
- 扶桑（位於「東海」）：上有太帝宫，太真东王公所治处。地多林木，叶皆如桑，偶生依倚，故名扶桑。
- 崑崙（位於「西海」）：上有三角，其一角正北名曰閬風巔，其一角正西名曰玄圃堂，其一角正東名曰昆侖宮。
- 方丈（位於「東海」）
- 蓬丘（位於「東海」）

然而，正如四庫館臣在《四庫全書提要》中的考證指出，西漢晚期學者劉向在著錄東方朔的著作時，並未有包括《十洲記》，它最早著錄在唐代修纂的《隋書》〈經籍志〉中，由此證明是部托名由東方朔撰寫的作品。